# NGC 4126
NGC 4126 is een lensvormig sterrenstelsel in het sterrenbeeld Hoofdhaar. Het hemelobject werd op 21 maart 1784 ontdekt door de Duits-Britse astronoom William Herschel.

## Synoniemen
- UGC 7123
- MCG 3-31-47
- ZWG 98.65
- PGC 38565